# Sun City (Nova)
Sun City è il quarto e ultimo album del gruppo fusion italobritannico Nova.

## Tracce
1. Morning Flight – 6:04
2. Modern Living – 4:09
3. Illusion – 3:30
4. Light Were My Years – 4:51
5. Sailors – 3:45
6. Fantasies – 3:33
7. Lean on Me – 4:00
8. All You Have (Is What You Are) – 3:00
9. Starchild – 4:00

## Formazione
- Corrado Rustici – voce (tranne in "Morning Flight" e "Illusion"), chitarre a 6 e 12 corde
- Elio D'Anna  – sassofoni, flauto, lyricon
- Renato Rosset – pianoforti, organo Hammond B-3, sintetizzatori Arp e Moog, clavinet
- Barry Johnson  – basso, cori, percussioni; voce in "Morning Flight" e "Illusion"
- Ric Parnell – batteria, percussioni
- Jesse Ehrlich – violoncello in "Starchild"